# E30 (Ecuador)
Die E30 oder Transversal Central ist eine Straße in Ecuador. Die Straße ist eine Ost-West-Route durch das Zentrum des Landes von der Küste bei Manta in den Osten nach Puyo. Die E30 ist 438 Kilometer lang.

## Straßenbeschreibung
Die E30 beginnt in der Küstenstadt Manta an der E15 und führt dann ins Landesinnere. Der erste Teil nach Quevedo verläuft durch die leicht hügelige, dicht bewaldete Küstenregion. In Quevedo wird die E25 überquert; im weiteren Verlauf erreicht die Straße die Anden und steigt stark an. In Apagua erreicht die Straße 4000 Meter Höhe. Die umliegenden Berge sind jedoch nicht sehr viel höher als die Straße selbst. Durch seine Nähe zum Äquator ist das Gebiet grün und kultiviert. Die Straße führt dann in die Stadt Latacunga, die auf einer Höhe von 2800 Metern Höhe liegt; von hier bis Ambato ist die E30 mit der E35 identisch. Östlich von Ambato führt die E30 hinab in den Dschungel des Amazonas. Der Endpunkt liegt in etwa 1000 Meter Höhe bei der Stadt Puyo an der E45.

## Geschichte
Das E30 ist traditionell ein wichtiger Transportweg, insbesondere für die Binnenstadt Ambato. Im westlichen Teil der E30 bei Manta muss eine Mautgebühr bezahlt werden. 2011 war die E30 die einzige Hauptstraße in Ecuador, die nicht von guter Qualität war.